# Simulium ngouense
Simulium ngouense är en tvåvingeart som beskrevs av Alex Fain och Elsen 1973. Simulium ngouense ingår i släktet Simulium och familjen knott. Inga underarter finns listade i Catalogue of Life.